# Dirt Metal
Dirt Metal è il quinto album in studio del gruppo musicale finlandese Thunderstone.

## Tracce
1. Rebirth (strumentale) – 0:39
2. I Almighty – 5:02
3. Dirt Metal – 3:59
4. Blood That I Bleed – 4:17
5. Star – 4:07
6. Ghosts of Youth – 5:05
7. Counting Hours – 4:27
8. Dodge the Bullet – 3:53
9. Deadlights – 3:38
10. At the Feet of Fools – 4:32
11. Suffering Song – 8:27

## Formazione
- Rick Altzi - voce
- Nino Laurenne - chitarra, backing vocals
- Titus Hjelm - basso, backing vocals
- Jukka Karinen - tastiere
- Mirka Rantanen - batteria